# Plátanos (ort i Grekland, Kreta)
Plátanos är en ort i Grekland.   Den ligger i prefekturen Nomós Chaniás och regionen Kreta, i den södra delen av landet, 280 km söder om huvudstaden Aten. Plátanos ligger 227 meter över havet och antalet invånare är 1 077.
Terrängen runt Plátanos är huvudsakligen kuperad, men åt nordväst är den platt. Havet är nära Plátanos västerut.Runt Plátanos är det ganska glesbefolkat, med 47 invånare per kvadratkilometer. Närmaste större samhälle är Kastelli, 5,7 km nordost om Plátanos. 